# Perlit
Perlit er en legering mellem jern og kulstof. Den består af ferritkorn med bladformede, lagdelte strukturer af cementit. Kornene får som følge af en speciel ætsning et perlemorsagtigt udseende, der har givet forbindelsen navn.
Perlitkornene er altid med 0,9 % kulstof, svarende til 12 % cementit. Ved underskud af kulstof vil det overskydende jern danne ferritkrystaller ved siden af perlitkornene. Er der overskud af kulstof, dannes et net af cementit. Samtidig kan legeringen hærdes til større hårdhed.
Perlit-holdige legeringer kan trækkes til meget stærke tråde til brug i f.eks. klavertråd eller stålwirer.
| Kemi | Spire Denne artikel om kemi er en spire som bør udbygges. Du er velkommen til at hjælpe Wikipedia ved at udvide den. |